# أندريه باروبي
أندريه فولوديروفيتش باروبي، (بالأوكرانية: Андрій Володимирович Парубій) (من مواليد 31 يناير 1971 في تشيرفونوهراد ، أوكرانيا) هو سياسي أوكراني. رئيس البرلمان الأوكراني من 14 أبريل 2016 إلى 28 أغسطس 2019.